# فریتز یوست
فریتز یوست (انگلیسی: Fritz Joost؛ زادهٔ ۱۴ ژوئیهٔ ۱۹۵۴) دوچرخه‌سوار اهل سوئیس است.